# Abdullah Gül
Abdullah Gül (født 29. oktober 1950) er en tyrkisk politiker, der har været Tyrkiets præsident. Han repræsenterer det islamiske regeringsparti Retfærdigheds- og Udviklingspartiet (AKP). Tidligere var Gül vicepremierminister og udenrigsminister.
Gül er søn af velhavende forældre og blev født i Kayseri i det centrale Tyrkiet. Byen er kendt som en religiøs bastion. Gül er gift med Hayurunnisa Gül, som han i 1980 indgik arrangeret ægteskab med. Han er uddannet økonom fra Istanbul Universitet og arbejdede som sådan i 1980'erne i Den Islamistiske Udviklingsbank. Han blev valgt til parlamentet i 1991 for Det Islamistiske Velfærdsparti, som militæret lukkede i 1997. 
27. april 2007 blev han valgt som præsident af parlamentet. Det afstedkom kraftige reaktioner i Tyrkiet. Militæret, som tidligere har grebet ind i politik eller ligefrem ved militærkup overtaget magten, advarede regeringen mod at gøre en erklæret islamist som Gül – hvis hustru bærer tørklæde – til præsident. Der var demonstrationer i landet mod såvel Güls indstilling som militærets indblanding. I Istanbul deltog anslået 1 mio. mennesker i demonstrationen 28. april.
1. maj 2007 underkendte landets forfatningsdomstol valget af Gül med henvisning til, at ikke tilstrækkeligt mange parlamentsmedlemmer havde været til stedet, da han blev udpeget. Efter en tilsvarende afstemning 5. maj med samme resultat trak Gül sit kandidatur. Regeringen overvejer en forfatningsændring, så præsidenten skal vælges direkte af vælgerne og ikke af parlamentet.